# Hemiercus inflatus
Hemiercus inflatus är en spindelart som först beskrevs av Simon 1889.  Hemiercus inflatus ingår i släktet Hemiercus och familjen fågelspindlar.
Artens utbredningsområde är Venezuela. Inga underarter finns listade i Catalogue of Life.